# Listeria
Listeria er en bakterieslægt med seks arter. Den kan forekomme i kød- og mælkeprodukter samt i rå grønsager.
Den bakterie, der kan smitte mennesker, hedder Listeria monocytogenes, og sygdommen den forårsager betegnes listeriose.
Arten Listeria monocytogenes er udbredt i naturen og findes hos mange dyr.
Mennesker med et svagt immunforsvar kan dø af listeria.

## Listeriaudbrud i 2014
Listeria i pålæg var i august 2014 årsag til 13 dødsfald.